# Civilization IV
A Sid Meier's Civilization IV (röviden Civilization IV vagy  Civ4) egy körökre osztott, számítógépes stratégiai játék, mely a Civilization sorozat negyedik tagja. A játékot a 2K Games & Aspyr adta ki 2005-ben. A játék 2005. október 25-e és november 4-e között jelent meg, Észak-Amerikában, Európában és Ausztráliában.
A Civilization IV egy körökre osztott stratégiai játék, amelyben a játékos, korlátozott nyersanyagokból birodalmat épít. Egy normál beállítású játék i. e. 4000-ben kezdődik egy telepessel. Amint a játékos kiválasztotta a megfelelő helyet az első város építésére, elkezdhet egységeket gyártani, vagy épületeket építeni, továbbá felderíteni a majdani birodalmát. Az alapbeállítások értelmében a játékos öt különböző módon érheti el a győzelmet: leigázhat minden egyéb civilizációt; a világ népességének és földértékének legnagyobb pontszáma alapján; megépíthet és elküldhet egy űrhajót az Alfa Centauri csillagrendszerbe; a kultúra növelésével három városát legendás szintre emelheti; vagy megválaszthatják a világ vezetőjének az Egyesült Nemzeteken keresztül. Ha egyetlen civilizáció sem teljesíti a feltételeket a játékidőn belül (alapbeállításként 2050-ig), a legmagasabb pontszámot elérő nemzet győz.
A játék első kiegészítője, a Civilization: Warlords, 2006. július 4-én jelent meg Észak-Amerikában és 2006. július 28-án Európában. A második kiegészítő, a Civilization: Beyond the Sword, 2007. július 18-a és július 30-a között jelent meg világszerte. A Civilization IV játékmotorjának felhasználásával elkészült az 1994/95-ös Sid Meier's Colonization átdolgozása, a Civilization IV: Colonization, amely 2008. szeptember 23-án jelent meg.
2008. március 26-ára 3 millió másolatot adtak el a játékból. 2007-ben egy összefoglaló kiadás jelent meg Sid Meier's Civilization IV: Complete néven, amely tartalmazta az alapjátékot, a két kiegészítőt és a Colonization átdolgozását.
Főcímdala, a "Baba Yetu" lett az első videojáték-dal, amely Grammy-díjat kapott.

## Játékmenet
A játék kezdetekor a játékos beállíthatja, hogy milyen pályát generáljon a játék, előre beállított játék alapján, vagy a játékos által beállított paraméterek alapján. A megadható paraméterek: a játékosok száma, éghajlat, a játéktér földrajzi tulajdonságai (például tundra, hegyvidék, nagy tavak). A játékos ezután 18 civilizáció közül választhat, vagy rábízhatja a játékra a választást. Minden civilizáció egy valóságos nemzeten alapul, és mindegyik egy vagy több avatárt ad a játékosnak (több esetén választani kell), a választott civilizáció alapján (Franciaországhoz Napóleont, Amerikához Washingtont/Lincolnt/Rooseveltet). Továbbá egy speciális technológiákat és egységeket, amelyeket csak a választott civilizáció használhat. A játék előtt a játékos megadhatja a számítógép által vezérelt ellenfelek ügyességét. Amikor a játék elkezdődik a játékos és ellenfelei véletlenszerűen szétoszlanak a négyszögekre osztott terepen. A pálya nagyobb része ismeretlen marad a játékos számára, amíg az egységei nem derítik fel a térkép azon részeit, vagy nem cserél térképeket más civilizációkkal, vagy nem szerez olyan technológiát, amivel feltérképezheti a terepet. Amint egy egység felderít egy körzetet a négyszögek információit is látja, de ha a terület az egységek látókörén kívül esik már nem láthatja a terep információit. Mindegyik négyszögnek különböző típusú terepe van (mező, tundra, sivatag), amely meghatározza a hozzáférhető és kinyerhető nyersanyagokat és az egységek gyorsaságát a terepen.
Minden kör alkalmával a játékosnak lehetősége adódik, hogy bármely egységét korlátozott lépésszámmal mozgassa a terepen, különféle feladatokat hajtson végre egységeivel, szabályozza városait, diplomatikus lépéseket tegyen és átnézze a jelenlegi helyzetét. A játékos egy felderítő és egy városalapító egységgel kezdi a játékot. Ahogy a játékos fejlődik, újabb városokat építhet és növelheti a haderejüket.

## Civilizációk és vezetőik
A Civilization IV-ben 18 nemzet közül választhatunk: amerikai, angol, azték, egyiptomi, francia, görög, indiai, inka, japán, kínai, malinéz, német, mongol, orosz, perzsa, római, spanyol. Minden néphez tartozik két technológia, egy speciális saját egység és egy épület. A vezetők két-két, a játékmenetet befolyásoló tulajdonsággal rendelkeznek (pl. spiritualitás: nincs anarchia, a templomok gyorsabban épülnek).
A Warlords kiegészítővel elérhető a koreai, viking és zulu nemzet is egy-egy vezetővel, és további hét vezető az alapjátékban lévő nemzetekhez.
A Beyond the Sword kiegészítő az arab/oszmán, a babilóniai, az etióp, az indián, a khmer, a maja, a német-római és a sumér nemzeteket teszi elérhetővé, és újabb 7 vezetőt az alapjátékban szereplő nemzetekhez.

## Harc és egységek
A legtöbb egységnek meghatározott erőssége és sebessége van. Egyes egységeknek különleges előnyei vannak, ha támadnak vagy védekeznek, különböző típusú terepeken. Minden egység tapasztalatot szerez a csaták folyamán, így szinteket lépnek, ekkor a 41 kitüntetés közül adhat nekik a játékos egyet. A legtöbb egység szárazföldi, de ahogy a játékos fejlődik, hajókat és repülőket is gyárthat. Egy mezőre végtelen számú egységet lehet felhalmozni, és egy csapatként lehet mozgatni. De a csatákban csak egy az egy ellen harcolnak az egységek.
A csaták akkor kezdődnek, ha egy egység egy olyan mezőre lép, amelyen egy ellenséges egység tartózkodik. A harc a két egység erősségén és véletlenszerű számítások alapján dől el, amely lehetővé teszi, hogy egy gyengébb egység legyőzzön egy erősebbet. A legyőzött egységek lekerülnek a pályáról, ekkor a támadó a legyőzött helyére lép. Ha egy egység egy várost támadott, választhat, hogy elfoglalja-e vagy lerombolja a várost.
Továbbá, a harci egységek egyéb feladatokat is végrehajthatnak: bizonyos mezők védelmének megerősítése, járőrözés egy bizonyos terület körül, ellenséges épületek tönkretétele vagy a világ automatikus feltérképezése.
A nem harci egységek közé tartoznak a telepesek, akik új városokat építhetnek; a munkások, akik a játékos által felügyelt mezőkön végezhetnek felújításokat; a kémek, akik titkos műveleteket hajthatnak végre az ellenséges városokban; és a hittérítők, akik a vallásukat terjeszthetik más városokban.
A játék folyamán a játékosnak lehetősége van, hogy „nagy embereket” generáljon, a „nagy ember” pontok segítségével. Összesen hatféle nagy ember létezik, mindegyik különféle lehetőségekkel. A nagy generálisok javítanak a harci egységek esélyein, ha egy csoportban van velük. A nagy tudósok azonnal kifejleszthetnek egy új technológiát, vagy olyan épületet építhetnek, amelyek megnövelik a tudománypontokat. A nagy művészek a kultúrán, a nagy kereskedők gazdaságon alapuló bónuszokat adnak. A nagy próféták vallásokat alapíthatnak és fejleszthetnek. A nagy építészek felgyorsíthatják az épületek építését.

## Városok, termelés, nyersanyagok, kultúra, fejlesztések
Amint egy város felépül, a környező mezőkről ételt, különböző nyersanyagokat és pénzt fog termelni, a lakosság nagyságától függően. Az étel az azt begyűjtő város népességét növeli, míg a nyersanyagok az épületek építésére és az egységek képzésére használhatók fel. A játék automatikusan kiválasztja, hogy mely mezők lesznek megmunkálva, de a játékos bármikor felülírhatja a város termelését. Továbbá a népesség egy része a városban lévő speciális épületek egyikében is dolgozhat, ezzel eggyel kevesebb mezőt megmunkálva, de az épület bónuszát kihasználva. Ezek a specialisták tudománypontokat, kultúrapontokat vagy extra bevételt biztosíthatnak. A lakosság egy kisebb csoportja a város boldogságának növelésén dolgozhat. Ez az elégedetlenség kiküszöbölésére szükséges, amit okozhatnak harci egységek, egy-egy nagyobb háború, élelmiszer- vagy egy bizonyos nyersanyaga hiánya. Egy boldogtalan város lázadást kezdhet minden termelés leállításával.
Minden város külön-külön csak egy harci egységen, nem harci egységen vagy épületen dolgozhat. A folyamat gyorsasága a beszerzett anyagok mennyiségétől függ. Miután a játékos kifejlesztett egy bizonyos technológiát, felgyorsíthatja a termelést egy megadott pénzösszegért. A játékos sorba állíthatja a kívánt épületeket vagy egységeket, amelyek egymás után készülnek majd el. Emellett a játékos a város termelését átválthatja tudomány- és kultúrapontokra vagy pénz kibocsátására. Az egységeken, épületeken és specialistákon kívül minden város kultúrát generál, amely hozzájárul a város hatalmához. Ha két ellenséges város fekszik egymáshoz közel, a kultúra meghatározza, hogy melyik mezőt melyik város birtokolja. Sőt ha egy város kultúrája elég erős, egy a közelben lévő ellenséges várost rávehet, hogy csatlakozzon a várost irányító civilizációhoz.
A játékos számára elengedhetetlen a munkások előállítása. A munkások különböző fejlesztéseket építhetnek: farmokat (amelyek az ételkibocsátást növelik), bányákat, utakat, később vasutakat, amelyek növelik az egységek mozgékonyságát és kereskedelmi útvonalakká is válhatnak. A munkások építik a nyersanyagokhoz szükséges különleges épületeket is.
A játék elején építhető épületek között szerepel a csűr, amely egy város ételtermelését növeli meg; ezenkívül a laktanya is, amely tapasztalatpontokat nyújt egyes harci egységeknek. A játék előrehaladtával még fejlettebb épületek is építhetők, mint például repülőterek, szárazdokkok, gyárak. Ezenfelül van néhány különleges építmény is. A világ csodái, amelyek bármely civilizáció által megépíthetők, a valóságban is létező híres épületek másolatai. Ezek megépítése sok időt vesz igénybe, de hatalmas hasznot hoznak a játékos számára. Valamint korlátozott számban építhetők a nemzeti csodák, amelyek kisebb bónuszokat eredményeznek. Ezen épületek a tudomány előrehaladásával érhetők el.
Ahogy a játékos technológiákat fejleszt, további nyersanyagok jelennek meg a pályán. Néhányuk konkrét egységekhez vagy épületekhez szükséges, lovak a lovasoknak, olaj a gépi egységekhez (tank, helikopter). Egyes épületek is gyorsabban épülnek, ha megvan hozzájuk a megfelelő nyersanyag. A többi nyersanyag luxuscikknek számít (elefántcsont, gyapot, szőlő) és a boldogság növelésére vagy kereskedelemre használható fel. Ezek a nyersanyagok fejlesztések nélkül nem érhetők el, istálló szükséges a lovak felhasználásához, ültetvény szükséges a gyapot vagy a szőlő kinyeréséhez. A játékban 32-féle nyersanyaggal lehet kereskedni. A kereskedelem a játék folyamán fejlődik, az újabb technológiák elérésével újabb lehetőségek nyílnak meg.

## Vallások a játékban
A játékban hét vallás található: buddhizmus, konfucianizmus, kereszténység, hinduizmus, iszlám, zsidó vallás, taoizmus. A vallások legnagyobb előnye, hogy a velünk egyező vallású civilizációk jobban kedvelnek minket, háborúkban jó eséllyel támogatnak is. A vallást misszionáriusokkal lehet terjeszteni.

## Technológia
Összesen 85 technológia van az alapjátékban.

## A győzelem elérése a játékban
A győzelem a játékban általában hat különböző módon szerezhető meg:
- pontszám győzelmet arat az a civilizáció, aki a legtöbb ponttal rendelkezik, mikor a játék eléri az előre meghatározott körszámot (ez a játék kezdetekor meghatározott sebesség függvényében 330 és 1500 kör közt változik) avagy időben kifejezve i. sz. 2050-et.
- diplomácia (Diplomatic Victory), melyet az ENSZ vezetőjeként az ENSZ-ben lehet megszavaztatni.
- kultúra (Cultural victory). Három olyan várost kell birtokolni, melynek kulturális pontszáma eléri a „Legendary” szintet (normál játéksebesség esetén 50 000 kulturális pont; „epic” sebesség esetén 75 000 kulturális pont szükséges).
- uralom (Domination victory), ehhez a világ területének és népességének több mint 65 százalékát birtokolni kell.
- űrverseny (Space Race victory), az első játékos nyer, aki megépíti azt az űrhajót, amely telepeseket szállít az Alpha Centauri csillagrendszerbe.
- hódítás (Conquest Victory), melynél le kell igázni az összes rivális nemzetet.

## A Worldbuilder mód
A játékban elhelyezett „csalásra” is használható rész. Segítségével egységek, technológiák és épületek kérhetők, de nevéhez hűen a környezet tulajdonságait is be lehet állítani ezen opció segítségével. Használatához szükséges az ajánlott konfiguráció, mert e nélkül a játék általában lefagy vagy drasztikusan lelassul.

## Fordítás
Ez a szócikk részben vagy egészben  a   Civilization IV című angol Wikipédia-szócikk ezen változatának fordításán alapul.  Az eredeti cikk szerkesztőit annak laptörténete sorolja fel. Ez a jelzés csupán a megfogalmazás eredetét és a szerzői jogokat jelzi, nem szolgál a cikkben szereplő információk forrásmegjelöléseként.